# おふたりさん!出番です
『おふたりさん!出番です』（おふたりさん でばんです）は、1978年4月4日から同年9月26日までフジテレビ系列局で放送されていたフジテレビ製作のトークバラエティ番組である。放送時間は毎週火曜 12:00 - 12:30 （日本標準時）、フジテレビ系全国ネットの日替わりバラエティ番組枠『12時開演!』火曜の番組として放送。

## 概要
司会の春日三球・照代が毎回2組の芸能人夫婦を迎えて彼らの悩み事を聞き、自分たちの名調子で解決するという趣向で行われていた。また、レギュラー出演者の出門英がゲスト夫婦の話を基にした歌を即興で書き上げ、それを番組のラストで出演者全員で歌っていた。

## 参考資料
- 『産経新聞』産業経済新聞社、1978年4月2日付のラジオ・テレビ欄。

| フジテレビ系列 火曜12:00枠                                       | フジテレビ系列 火曜12:00枠                                       | フジテレビ系列 火曜12:00枠                                       |
| 前番組                                                           | 番組名                                                           | 次番組                                                           |
| ---------------------------------------------------------------- | ---------------------------------------------------------------- | ---------------------------------------------------------------- |
| クイズタッグマッチ （1977年10月4日 - 1978年3月28日） ※火曜放送分 | 12時開演! おふたりさん!出番です （1978年4月4日 - 1978年9月26日） | お茶の間スペシャル （1978年10月3日 - 1980年3月25日） ※火曜放送分 |